# Zosterops nehrkorni
Zosterops nehrkorni — вид воробьиных птиц из семейства белоглазковых (Zosteropidae). Подвидов не выделяют.

## Таксономия
Вид ранее считали конспецифичным с Zosterops atrifrons. Однако перепроверка и обнаружение ранее считавшегося утраченным типового экземпляра выявили существенные различия между ними.

## Распространение
Эндемики индонезийского острова Сангир, расположенного к северу от Сулавеси.

## Описание
Длина тела 10.5 — 12 см. Лоб чёрный. Верхняя сторона тела желтовато-оливково-зелёная. Горло и подхвостье канареечно-желтые, брюшко белое. Хвост коричневато-чёрный. Белое кольцо вокруг глаза. Ноги и клюв бледно-оранжевые.
Самец и самка похожи, внешний вид неполовозрелых птиц не описан.

## Биология
Питаются насекомыми.

## Охранный статус
МСОП присвоил виду охранный статус CR.